# Caryophyllinae
Caryophyllinae je podtribus iz porodice klinčićevki dio tribusa Caryophylleae. Sastoji se od 12 rodova, tipični je Caryophyllus Mill. (po kojem je dobio ime), sinonim za Dianthus L. (karanfil)

## Rodovi i broj vrsta
1. Saponaria L. (41 spp.)
2. Acanthophyllum C. A. Mey. (88 spp.)
3. Heterochroa Bunge (6 spp.)
4. Cyathophylla Bocquet & Strid (2 spp.)
5. Yazdana A.Pirani & Noroozi (1 sp.)
6. Petroana Madhani & Zarre (2 spp.)
7. Bolanthus (Ser.) Rchb. (17 spp.)
8. Psammophiliella Ikonn. (5 spp.)
9. Balkana Madhani & Zarre (1 sp.)
10. Graecobolanthus Madhani & Rabeler (8 spp.)
11. Petrorhagia (Ser. ex DC.) Link (31 spp.)
12. Dianthus L. (361 spp.)